# Nainital (dystrykt)
Nainital – jeden z trzynastu dystryktów indyjskiego stanu Uttarakhand. Znajduje się w dywizji Kumaon. Powierzchnia tego dystryktu wynosi 3422 km². Stolicą dystryktu jest miasto Nainital. 

## Położenie
Od południa i zachodu graniczy z dystryktem Udham Singh Nagar, od zachodu graniczy również ze stanem Uttar Pradesh, na północy sąsiaduje z dystryktami: Pauri Garhwal i Almora a od wschodu z dystryktem Champawat.